# 班秀文
班秀文（1920年1月10日—2014年4月14日），男，壮族，广西平果人，中国中医妇科学家、中医教育家，广西中医学院主任医师、教授，首届国医大师，第六届全国人大代表。